# Cyanograucalus
Genre
Cyanograucalus est un genre monotypique de passereaux de la famille des Campephagidae. Il contient une seule espèce d'échenilleurs.

## Répartition
Ce genre vit à l'état naturel en Afrique centrale et de l'Ouest.

## Liste alphabétique des espèces
D'après la classification de référence du Congrès ornithologique international (version 8.2, 2018) :
- Cyanograucalus azureus (Cassin, 1852) — Échenilleur bleu

## Taxonomie
Ce genre a été créé par la classification de référence du Congrès ornithologique international (version 8.2, 2018) sur des critères phylogéniques.